# Stephen Martines
Stephen Scott Martines (St. Louis, 23 luglio 1975) è un attore e modello statunitense.

## Biografia
Stephen nasce a St. Louis in Missouri da Marlene Lombardo e Stephen Martines. È nipote di Guy Lombardo e ha una sorella, Melissa di 30 anni, e una sorellastra, Amanda di 19 anni. 
Dopo il divorzio dei suoi genitori, vive fino all'età di 15 anni con la madre e, poi, si trasferisce dal padre, con il quale è molto legato.
Stephen, da giovane, è un promettente calciatore e viene assunto da varie squadre scolastiche e professionali, sia nazionali che internazionali, fin dall'età di 14 anni.
Ha frequentato la Christian Brothers High School a Clayton in Missouri e si è diplomato nel 1993.
Dopo aver rifiutato molte borse di studio di scuole prestigiose che gli erano state offerte per il suo talento calcistico, decide di frequentare la Missouri State University. Nell'ottobre del 1994, a causa di un infarto, muore il padre e Stephen lascia la scuola, il calcio e decide di tornare a casa. Dopo la morte del padre, con l'intento di finire gli studi, si iscrive alla Webster University in Missouri, dopo che uno scout lo aveva chiamato per giocare nella squadra locale. In quell'anno, l'istituto vince il campionato nazionale.

## Carriera
Martines inizia la sua carriera di modello a St. Louis e viene assunto dall'agenzia Talent Plus a Clayton. Appare in molte pubblicità di marche come Sears, Famous Barr, Dilliards e Calvin Klein. Nel 1998, prima di partire per Hollywood, gli viene chiesto di partecipare ad un concorso di modelli per il marchio Underwear Spokesmodel. Vince il concorso, giudicato da Heidi Klum e Tyra Banks, passando alle semifinali a Columbus.
Nello stesso anno appare in alcuni talk shows come The View, The Ru Paul Show, Good Morning America e Good Day LA.
In 1998, dopo un infortunio al ginocchio durante una partita, viene escluso dalla United States Air Force e, dopo un anno di riabilitazione, inizia la sua carriera da attore a Hollywood.
Il suo ruolo più celebre è quello di Nikolas Cassadine in General Hospital, che interpreta dal 1993 al 2003. Stephen ha anche interpretato Tony Santos in Sentieri. All'inizio della sua carriera, però, utilizzava il nome Coltin Scott. Partecipa ad alcune serie televisive come The Closer, nel ruolo di Ricardo Ramos e The Vampire Diaries.

## Filmografia

### Cinema
- Kraa! The Sea Monster, regia di Aaron Osborne e Dave Parker (1998)
- This Is the Disk-O-Boyz, regia di Morris G. Sim (1999)
- Planet Patrol, regia di Russ Mazzolla (1999)
- No Man's Land: The Rise of Reeker, regia di Dave Payne (2008)
- G.I. Joe - La vendetta (G.I. Joe: Retaliation), regia di Jon M. Chu (2013)

### Televisione
- Pacific Blue – serie TV, episodio 4x10 (1998)
- Justice, regia di Jack Ersgard - film TV (1999)
- General Hospital – serie TV, 160 episodi (2000-2003)
- Sentieri (The Guiding Light) – serie TV, 18 episodi (2004-2005)
- Ring of Darkness - Il cerchio del diavolo (Ring of Darkness), regia di David DeCoteau - film TV (2004)
- Monarch Cove – serie TV, 14 episodi (2006)
- Fear Itself – serie TV, episodio 1x01 (2008)
- The Closer – serie TV, 9 episodi (2008-2009)
- Bones – serie TV, episodio 4x12 (2009)
- CSI: Miami – serie TV, episodio 7x14 (2009)
- The Vampire Diaries – serie TV, 3 episodi (2010-2011)
- The Mentalist – serie TV, episodio 5x17 (2013)
- Burn Notice - Duro a morire (Burn Notice) – serie TV, 5 episodi (2013)
- Supernatural – serie TV, episodio 9x20 (2014)

## Doppiatori italiani
Nelle versioni in italiano delle opere in cui ha recitato, Stephen Martines è stato doppiato da:
- Massimiliano Lotti in Monarch Cove
- Enrico Pallini in Fear Itself
- Nino D'Agata in CSI: Miami
- Riccardo Scarafoni in The Closer
- Francesco Prando in The Vampire Diaries (ep. 1x16-17)
- Stefano Miceli in The Vampire Diaries (ep.3x07)
- Carlo Scipioni in The Mentalist
- Fabrizio Vidale in Burn Notice - Duro a morire
- Andrea Lavagnino in Supernatural